# Семмі-Мартінес (Техас)
Семмі-Мартінес (англ. Sammy Martinez) — переписна місцевість (CDP) в США, в окрузі Старр штату Техас. Населення — 123 особи (2020).

## Географія
Семмі-Мартінес розташоване за координатами 26°25′58″ пн. ш. 98°45′5″ зх. д. / 26.43278° пн. ш. 98.75139° зх. д. (26.432861, -98.751290).  За даними Бюро перепису населення США в 2010 році переписна місцевість мала площу 0,81 км², уся площа — суходіл.

## Демографія
Згідно з переписом 2010 року, у переписній місцевості мешкало 110 осіб у 28 домогосподарствах у складі 28 родин. Густота населення становила 135 осіб/км².  Було 34 помешкання (42/км²).
Расовий склад населення:
| - 100,0 % — білих |

До двох чи більше рас належало 0,0 %. Частка іспаномовних становила 100,0 % від усіх жителів.
За віковим діапазоном населення розподілялося таким чином: 40,0 % — особи молодші 18 років, 57,3 % — особи у віці 18—64 років, 2,7 % — особи у віці 65 років та старші. Медіана віку мешканця становила 24,0 року. На 100 осіб жіночої статі у переписній місцевості припадало 129,2 чоловіків;  на 100 жінок у віці від 18 років та старших — 106,2 чоловіків також старших 18 років.
Середній дохід на одне домашнє господарство  становив 41 070 доларів США (медіана — 40 000), а середній дохід на одну сім'ю — 41 070 доларів (медіана — 40 000). 
Цивільне працевлаштоване населення становило 32 особи. Основні галузі зайнятості: освіта, охорона здоров'я та соціальна допомога — 65,6 %, транспорт — 18,8 %, будівництво — 15,6 %.